# Pleszew (gemeente)
De gemeente Pleszew is een stad- en landgemeente in het Poolse woiwodschap Groot-Polen, in powiat Pleszewski.
De zetel van de gemeente is in Pleszew.
Op 30 juni 2004 telde de gemeente 29 702 inwoners.

## Oppervlakte gegevens
In 2002 bedroeg de totale oppervlakte van gemeente Pleszew 180,15 km², waarvan:
- agrarisch gebied: 77%
- bossen: 14%

De gemeente beslaat 25,31% van de totale oppervlakte van de powiat.

## Demografie
Stand op 30 juni 2004:
| Omschrijving                   | Totaal | Totaal | Vrouwen | Vrouwen | Mannen | Mannen |
| ------------------------------ | ------ | ------ | ------- | ------- | ------ | ------ |
| eenheid                        | aantal | %      | aantal  | %       | aantal | %      |
| inwoners                       | 29 702 | 100    | 15 204  | 51,2    | 14 498 | 48,8   |
| bevolkingsdichtheid (inw./km²) | 164,9  | 164,9  | 84,4    | 84,4    | 80,5   | 80,5   |

In 2002 bedroeg het gemiddelde inkomen per inwoner 1328,24 zł.

## Administratieve plaatsen (sołectwo)
Baranówek, Borucin, Bógwidze, Bronów, Brzezie, Dobra Nadzieja, Grodzisko, Janków, Korzkwy, Kowalew, Kuczków,/Łaszew/ Lenartowice, Lubomierz, Ludwina, Marszew, Nowa Wieś, Pacanowice, Piekarzew, Prokopów, Rokutów, Sowina, Sowina Błotna, Suchorzew, Taczanów Drugi, Taczanów Pierwszy, Zawidowice, Zawady, Zielona Łąka.

## Aangrenzende gemeenten
Blizanów, Chocz, Czermin, Dobrzyca, Gołuchów, Kotlin, Ostrów Wielkopolski, Raszków